# بن مكولي
بن مكولي (بالإنجليزية: Ben McCauley)‏ مواليد 6 سبتمبر 1986 في بنسيلفانيا، هو لاعب كرة سلة أمريكي. بدأ مسيرته الاحترافية في سنة 2009. يلعب في الدوري التركي لكرة السلة. يحمل الرقم 34. يبلغ طوله 6 قدم 9 بوصة (2.1 م).

## المسيرة الاحترافية
لعب مع ستراسبورغ أي جي في الدوري الفرنسي في موسم 2009–2010، ثم لعب مع فورت واين ماد أنتس في سنة 2012، ثم لعب مع نادي ستاروجارد جدانسكي لكرة السلة في موسم 2012–2013، ثم لعب مع باسكت سرقسطة 2002 في الدوري الإسباني في سنة 2014، ثم لعب مع تورك تيليكوم في الدوري التركي في موسم 2014–2015.

## روابط خارجية
- بن مكولي على موقع الدوري الإسباني لكرة السلة (الإسبانية)
- بن مكولي على موقع كرة السلة الأوروبية.كوم (الإنجليزية)
- بن مكولي على موقع كلية كرة السلة في سبورتس رفرنس.كوم (الإنجليزية)
- بن مكولي على موقع ريلجم (الإنجليزية)
- بن مكولي على موقع بروبوليرز (الإنجليزية)
- بن مكولي على موقع سبورتس رفرنس (الإنجليزية)
- بن مكولي على موقع سبورتس رفرنس (الإنجليزية)